# Iranski narodi
Iránski národi so, v etnično-jezikovnem smislu, potomci iranske veje starih Indo-irancev. Ime Iran izhaja iz besede arja, tj. arijski.

## Definiranje iranskih narodov
Med iranske narode spadajo narodi, ki govorijo iranske jezike, v smislu, da se pod iranski razume zelo raztegljiv pojem, ki se lahko uporabi za različne narode in jezike, od katerih imajo mnogi skupno poreklo iz posebne veje starih Ariancev (Irancev). Narodi te družine so Perzijci (in Tadžiki), Paštuni, Kurdi, Osetijci, Baluči in drugi.
Čeprav se večina iranskih narodov nahaja v območju Iranske visoke planote, so se mnogi izselili in jih je mogoče najti od Kavkaza in Turčije do reke Ind in zahodne Kitajske. Iranski narodi so se pogosto mešali z drugimi etničnimi skupinami, kot na primer Hazari, ki kažejo specifično turško-mongolsko poreklo, ki jih dela drugačne od ostalih iranskih narodov. Baludži so se prav tako, le v nekoliko manjši meri, mešali z indijskimi narodi, kot so Brahui, dočim so se Oseti mešali z Gruzijci, Rusi in drugimi narodi s katerimi živijo. Kurdi so primer zrlo specifičnega iranskega naroda, ki je, čeprav kaže mnoge vezi z drugimi iranskimi narodi,  etnično vezan tudi na Kavkaz, Anatolijo in druga območja. Tudi sami Perzijci so se zagotovo mešali z raznimi osvajalci, kot tudi z domorodci Iranske visoke planote, kot so Elamiti. Tako, podobno kot tudi nekateri germanski narodi, na primer Angleži, ki so germanskega in keltskega porekla, iranski narodi predstavljajo etnolingvistične skupine, ki kažejo skupno poreklo in/ali kulturni značaj, ki je temelj njihove identitete.
Za nekatere starodavne narode, kot so Skiti, Sarmati in Alani, se tudi domneva, da pripadajo skupini iranskih narodov, kar temelji na nekaterih podatkih o njihovih jezikih, kot tudi kulturni in drugim identitetam njihovih sodobnih potomcev. Seveda to, da se za njih uporablja izraz "iranski" ne pomeni, da so kakorkoli povezani z moderno državo Iran. Skupina iranskih jezikov je podveja indo-iranskih jezikov, ki je del indoevropske družine jezikov, za katero se je prej uporabljal izraz "arijska".

## Geografska razporeditev
V današnjem svetu okoli 150 milijonov ljudi govori iranske jezike. Trenutno je njihovo največje število skoncentirano v Iranu, Afganistanu, Tadžikistanu, zahodnem Pakistanu, na kurdskih območjih (včasih uporabljen izraz Kurdistan) Turčije, Iraka, Irana in Sirije, kot tudi v delih Uzbekistana (predvsem okoli Samarkanda in v Ferganski dolini), Kavkaza (Osetija in Azerbajdžan) in v zahodni Kitajski.

## Genetski testi in možne povezave
Genetski testi iranskih narodov so pokazali, da imajo mnogi od njih skupno poreklo, in da se lahko pričakuje regionalne variacije. Preliminarni genetski podatki vendarle kažejo na skupnost med večino iranskih narodov:
Populacije zahodno od bazena Inda, ki vključujejo tiste iz Irana, Anatolije in Kavkaza, kažejo skupno mtDNA rodovno sestavo, ki je sestavljena predvsem iz zahodne evrazijske linije, z zelo malo prispevka iz Južne Azije in vzhodne Evrazije (graf. 1). V bistvu, različne iranske populacije kažejo precejšnjo stopnjo homogenosti. To se ne izraža samo v nepomembnih vrednostih FST in PC grafikonu (graf. 6), temveč tudi v rezultatih SAMOVA-e, kjer pomembna genetska pregrada ločuje populacije zahoda Pakistana od tistih vzhodno in severno od doline Inda. Te ugotovitve kažejo, da je skupni izvor ali med sodobnimi iranskimi narodi in / ali v obsežni izmenjavi genov med njimi.
Na splošno, rezultati te raziskave kažejo, da so mnogi skupni genetski znaki najdeni med iranskimi narodi okoli Tigrisa in v območjih okoli Inda. To ustreza iranskim jezikom, katerih razpon od Kavkaza in kurdskih območij v regiji Zagros pa vse do vzhoda do zahodnega Pakistana in Tadžikistana, kot tudi delov Uzbekistana in Srednje Azije.

## Seznam iranskih narodov

### V preteklosti
- Perzijci
- Medijci
- Parti
- Parni
- Kimerijci (iranska narodnost ni v celoti potrjena)
- Sigynnae (iranska narodnost ni znana, znana je iz nekaj nejasnih kronik)
- Skiti
- Sarmati, vključuje Rhoxolane, Jazigi, Siraci, nekateri tudi Alane smatrajo za del Sarmata
- Baktrijci
- Horezmijci
- Alani
- Saka
- Sogdijci
- Masageti
- Kamboje
- Pallave, potomci perzijskih osvajalcev Indije
- Indo-Skiti

### Danes
Sodobni iranski narodi so:
- Perzijci
- Tadžiki
- Paštuni
- Kurdi
- Baluči
- Gilani
- Mazandarani
- Bahtiari
- Luri
- Tati
- Tališi
- Zaza
- Oseti